# Boreen

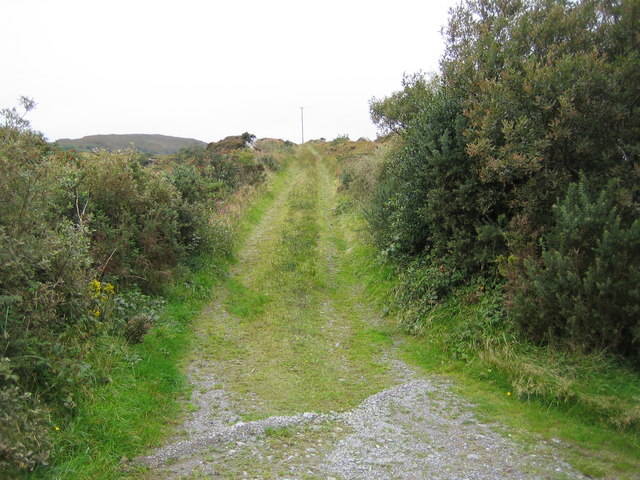
Onverharde boreen op het Beara Peninsula, County Cork.

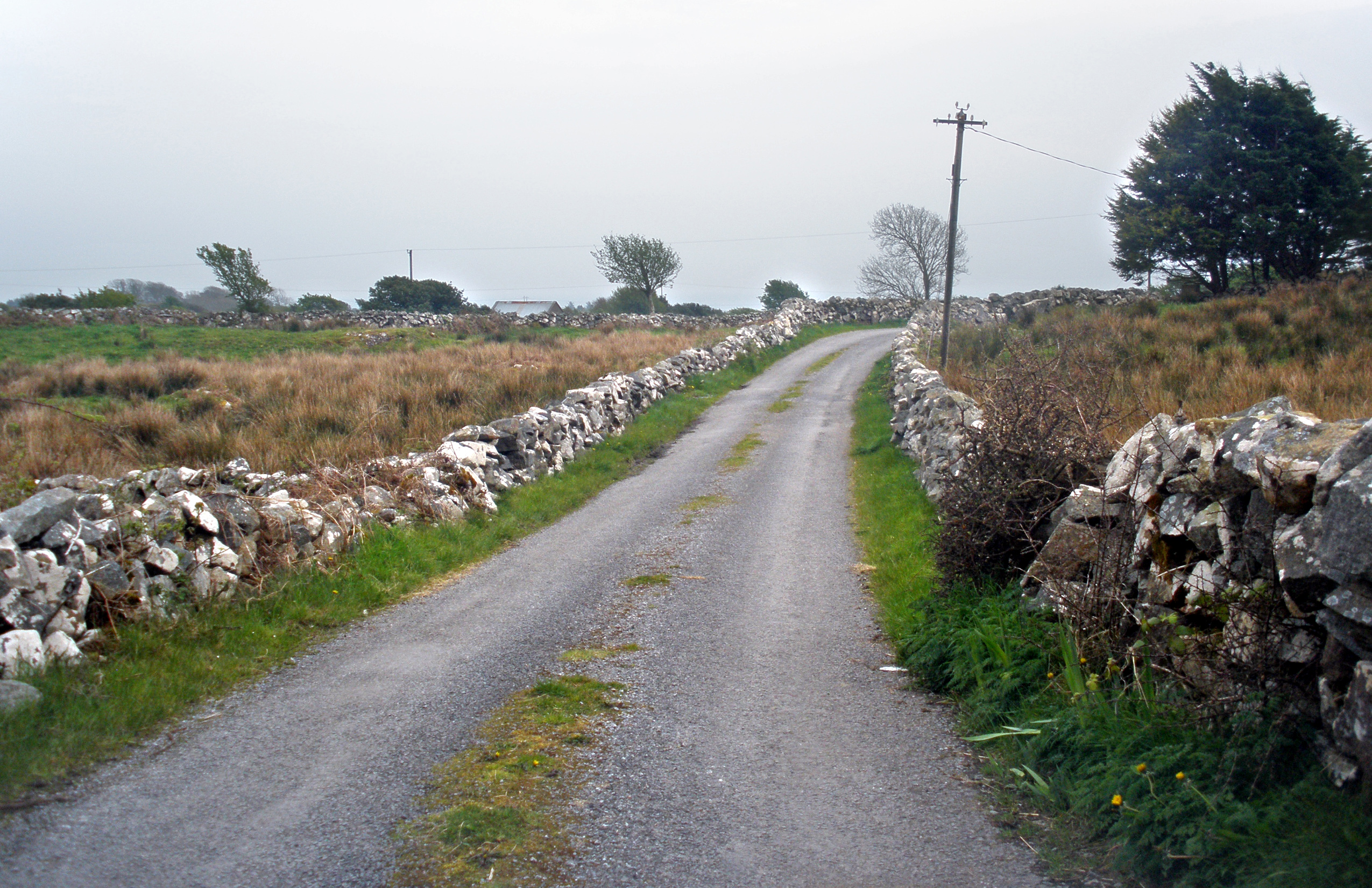
Verharde boreen in Baile Éamon, Spiddal, County Galway.

Een boreen of bohereen (Iers: bóithrín, wat "een kleine weg" betekent) is een landweg of smalle, vaak onverharde landelijke weg in Ierland.
De naam boreen komt soms ook voor in namen van kleine stedelijke wegen zoals Saint Mobhi Bóithrín (Iers: Bóithrín Mobhí), in het algemeen bekend als Mobhi Boreen, in Glasnevin, Dublin. Om als een boreen te worden beschouwd, mag de weg of het pad niet breed genoeg zijn om twee auto's te laten passeren en groeit er gras in het midden van de weg.
In sommige delen van Ulster wordt een boreen vaak een "loanin" genoemd, een Ulster-Scots dialectwoord.